# Luciobarbus graecus
Luciobarbus graecus és una espècie de peix cipriniforme de la família dels ciprínids que es troba a Albània i Grècia.